# Goojje

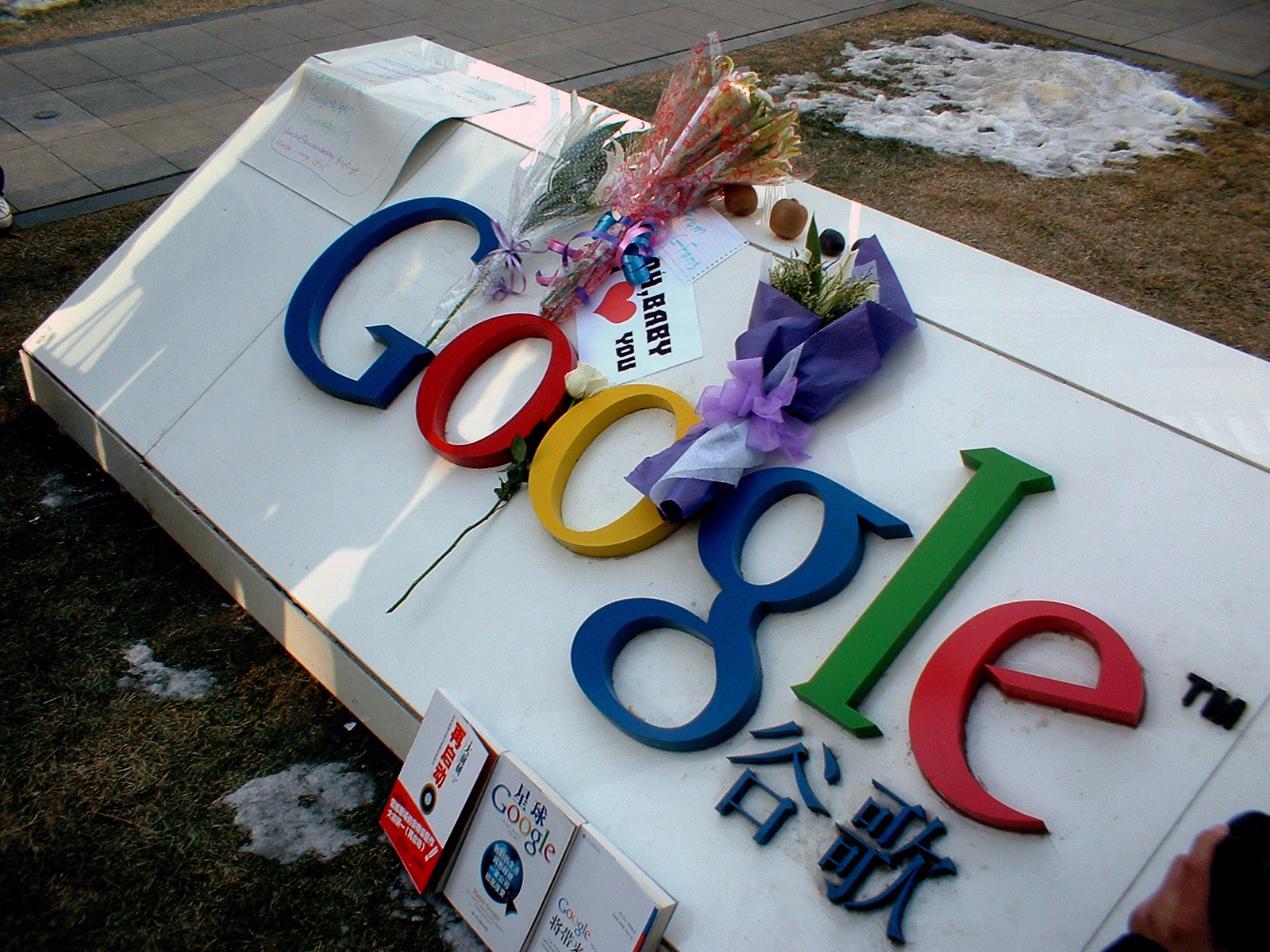
Hoa tặng bất hợp pháp (非法献花) bị bỏ lại bên ngoài trụ sở Google Trung Quốc sau khi họ nhận được thông báo có thể phải rời khỏi đất nước này.

Goojje (tiếng Trung: 谷姐; Hán-Việt: Cốc Thư; bính âm: Gǔjiě, IPA: [ku˧˥tɕjɛ˨˩]) là trang web giả mạo của Google Trung Quốc, khuyến khích trang web thật tiếp tục trực tuyến và tuân thủ kiểm duyệt Internet tại Cộng hòa Nhân dân Trung Hoa. Trang web này được tạo ra sau khi các giám đốc điều hành của Google công khai đe dọa đóng cửa trang web tiếng Trung sau cuộc tấn công mạng mang tên Chiến dịch Ánh ban mai nhằm vào Google Trung Quốc, mà một số chuyên gia an ninh mạng tin rằng có thể đến từ bên trong Trung Quốc như trong hoạt động gián điệp mạng GhostNet. Goojje được thành lập vào ngày 14 tháng 1 năm 2010 cũng cho phép thực hiện tìm kiếm nhưng xem ra sử dụng Google và Baidu để thực hiện tìm kiếm trên thực tế. Google từng yêu cầu Goojje ngừng sử dụng logo của mình nhưng Goojje đã từ chối cho đến tận năm 2011.